# Androïde
Pour l’article ayant un titre homophone, voir Android.

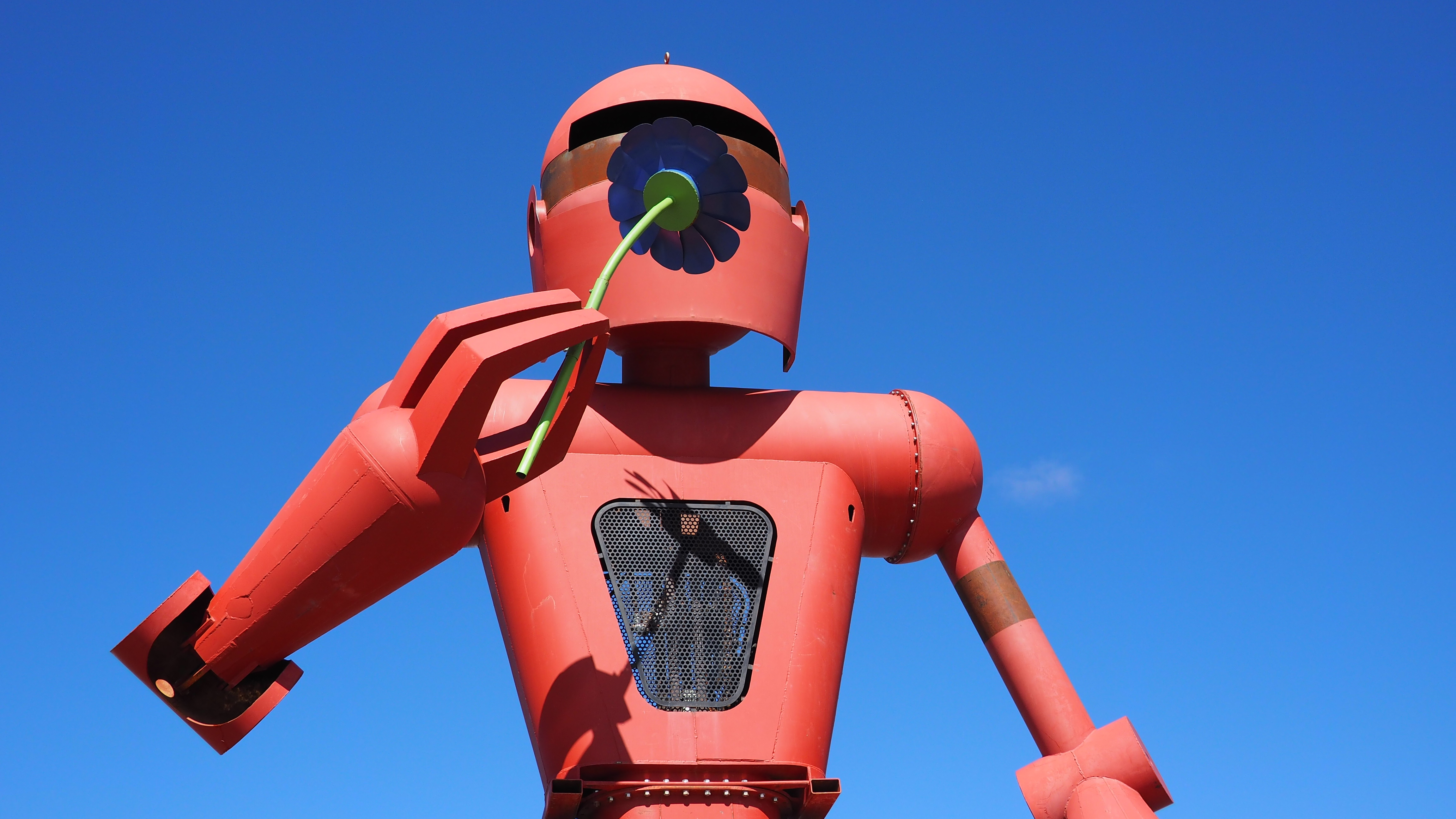
Becoming Human sculpture androïde de Christian Ristow.

L'adjectif androïde, ou andréide, du grec ancien ἀνδρός / andrós (« d'homme ») et εἶδος / eîdos (« aspect extérieur »), qualifie stricto sensu ce qui est de forme humaine masculine. Par extension, le substantif androïde désigne depuis le xviie siècle un automate construit à l'image de tout être humain, bien que le terme gynoïde existe pour désigner des robots conçus spécifiquement pour ressembler à une femme.
Les termes neutres humanoïde et anthropoïde sont synonymes.
La dénomination « androïde » évoque l'image d'une machine alors que certains termes[Lesquels ?] ne font pas de distinction claire avec un autre dispositif anthropomorphe[pas clair]. Le mot droïde dérive de ce terme.
Les androïdes doivent être distingués des cyborgs, qui sont des organismes dont on a (re)construit l'organisation en fonction des logiques du vivant, généralement représentés par une créature qui mêle des parties vivantes et mécaniques.
Le terme a inspiré le nom du système d'exploitation Android, lancé en 2007.

## Historique

### Antiquité
Le concept d'androïde ne peut pas être dissocié de l'anthropomorphisme. C'est-à-dire la projection de l'image de l'être humain sur un objet réel ou imaginaire.
Les premières manifestations d'anthropomorphisme remontent à l'Antiquité. Dans le panthéon égyptien, certains dieux prennent l'apparence d'êtres humains possédant une tête d'animal. Horus a une tête de faucon, Anubis une tête de chacal ou Bastet une tête de chat. D'autres au contraire possèdent un corps d'animal et une tête d'être humain tel le Sphinx bien connu. Plus tard, les Grecs donnaient des formes humaines ou animales à leurs dieux. Ils avaient de plus la faculté de prendre l'apparence qui leur convenait afin de communiquer avec les humains. Dans la mythologie, les dieux s'accouplent avec les humains, donnant naissance à des demi-dieux. C'est là que prend naissance le mythe du lycanthrope, c'est-à-dire du loup-garou. La première mention de lycanthropie est faite par Hérodote entre 484 et 425 av. J.-C.

### Moyen Âge
Certains textes francophones du XVIIIe siècle mentionnent le terme Androïde au féminin, sous la forme d'un nom propre attribué à Albert le Grand :

« Albert le Grand a été jugé plus habile ; car on prétend qu'il «avait composé un homme entier de cette sorte ayant travaillé 30 ans sans discontinuation à le forger sous divers aspects & constellations, les yeux par exemple… lorsque le soleil était au signe de Zodiaque correspondant a une telle partie, lesquels il fondait de métaux Mélangés ensemble, & marqués des caractères des mêmes signes & planètes & de leurs aspects divers & nécessaires : & ainsi la tête, le col, les épaules, les cuisses, et les jambes, façonnés, en divers temps, & monter & reliés ensemble en forme d'homme, avoient cette industrie de révéler audit Albert la solution de toutes ses principales difficultés.» C'est ce qu'on appelle l'Androïde d'Albert le Grand. Elle fut brisée, dit-on, par Thomas d'Aquin, qui ne put supporter avec patience son trop grand caquet. « Henri de Assia & Barthélemy Sibille affirment qu'elle était composée de chair & d'os ; mais par art, non par nature : ce que toutefois étant jugé impossible par les Auteurs modernes, & la vertu des images, anneaux, & cachets planétaires étant en grande vogue, l'on a toujours cru depuis... que telles figures avoient été faites de cuivre, ou de quelque autre métal sur lequel on avait travaillé avec la faveur du ciel & des planètes). » C'est sur ce pied-là que Naudé réfute les accusations d'Albert c'est-à-dire, qu'il suppose que la prétendue Androïde était composée de métal. Il montre par de très-fortes raisons, qu'elle ne pouvait, ni entendre, ni parler, ni servir d'instrument au Diable pour la parole ; & que si le Diable avait parlé dans cette machine, il l'aurait fait sans le concours des organes métalliques qui la composaient. Il n'aurait donc pas été nécessaire d'employer tant de temps & tant de cérémonies pour forger cette machine: une bouteille, ou une trompette, n'auraient pas été moins propres à soudre toutes les difficultés d'Albert le Grand. Enfin, Naudé remarque, que ceux qui parlent de cette Androïde n'apportent aucune preuve du fait. »

— Dictionnaire historique et critique, publié à Amsterdam, 1734

### Automates
L'an mille donne naissance à la première révolution industrielle avec l'utilisation de la mécanique.[réf. nécessaire] Il faut attendre le XVIe siècle pour voir apparaître les premières machines à formes humaines.[réf. nécessaire] Le XVIIIe siècle était très friand d'automates.[réf. nécessaire]
De tous les termes désignant des machines d'apparence humaine, (XVIe siècle) ; l'androïde est un concept, qui découle des thèses mécanistes de Descartes, ou des alchimistes du Moyen Âge.
L'androïde diffère des homoncules, ou des Golems, en ceci qu'il ne doit son existence (hypothétique) qu'à l'exercice de la raison : aucune intervention magique, ou divine, ne préside à sa création. Il est en outre exclusivement non biologique, au contraire par exemple d'une créature de Frankenstein.
Ignorant la notion d'« anthropomorphisme » jusqu'à une époque récente, l'homme a longtemps considéré la forme humaine comme la plus sacrée d'entre toutes, car potentiellement présente en toutes choses (la forme d'un nuage, d'une racine de mandragore, etc.), preuve, s'il en faut, de la proximité de l'homme et de son Créateur. Sans ce concept d'androïde, qui rationalise et désacralise le corps humain, jamais les automates de Vaucanson n'auraient vu le jour, non plus que les travaux fondamentaux de Vésale, en médecine, sur la dissection de cadavres humains. Disons plutôt qu'il est le fruit précoce de la rationalisation de la conscience occidentale.

### Flûteur
En 1738, tout Paris s'émerveille devant le flûteur, un androïde qui en remuant les doigts joue de la flûte,.
Concrètement, l'androïde est à l'origine de la grande mode des automates, qui dura jusqu'à la fin du XIXe siècle ; dans la fiction, après Les Contes d'Hoffmann ou L'Ève future d'Auguste de Villiers de L'Isle-Adam, sans doute servit-il d'inspiration à l'écrivain tchèque Karel Čapek, dont la pièce RUR (Robots Universels de Rossum), en 1921, est à l'origine de l'invention du mot robot (du tchèque robota, « travail forcé », ou du russe robot qui signifie « ouvrier »). Précisons que cette pièce dépeint l'existence d'androïdes, et non de « robots » dans l'acception contemporaine du terme.[réf. nécessaire]

## Exemples d’androïdes dans la fiction
Les robots présents dans l'univers d'Asimov sont androïdes, et l'auteur développe au détour d'une œuvre le facteur économique qui selon lui favorise cette forme plutôt que des robots spécialisés :

« C’est le point de vue économique qui a prévalu et a inspiré les décisions. Voyons, monsieur Baley ! Supposez que vous ayez à exploiter une ferme : auriez-vous envie d’acheter un tracteur à cerveau positronique, une herse, une moissonneuse, un semoir, une machine à traire, une automobile, etc., tous ces engins étant également dotés d’un cerveau positronique ? Ou bien ne préféreriez-vous pas avoir du matériel sans cerveau, et le faire manœuvrer par un seul robot positronique ? Je dois vous prévenir que la seconde solution, représente une dépense cinquante ou cent fois moins grande que la première (Les cavernes d'acier, 1954) »

On peut également lire utilement Time and Again (Dans le Torrent des Siècles) de Clifford D. Simak, dans lequel le héros, Asher Sutton, se bat pour la reconnaissance de l'humanité de l'androïde.
Pour les rares films mettant en scène des androïdes avant le tout début des années 1980 (avant Alien, Blade Runner, Terminator… et à l'exception du précurseur Mondwest en 1972), les personnages d'androïdes masculins étaient quasi inexistants, le thème se réduisant à celui de la simple femme-objet (Metropolis). Le cyborg n'est, thématiquement, guère plus qu'un androïde remis au goût du jour, le mélange mécanique-organique étant perçu comme une simple variante de la question du degré d'humanité, réelle ou perçue, de la « machine vivante ».
On parle également désormais d'« Artilect », mot-valise, contraction de artificial intellect, soit « intellect artificiel » en anglais. Terme inventé par Hugo de Garis pour désigner les (éventuelles futures) intelligences artificielles ayant dépassé leurs créateurs. Parmi les romans récents mettant en scène ce nouveau concept, voir Le protocole de Landerman de Remy Benechet.
Films présentant des androïdes :
- A.I. Intelligence artificielle
- Alien - Le huitième passager
- Aliens, le retour
- Alien³
- Alien, la résurrection
- Alien: Prometheus
- Alien: Covenant
- Appleseed
- Androïde
- Blade Runner
- Blade Runner 2049
- D.A.R.Y.L.
- Dragon Ball
- Dr. Goldfoot and the Bikini Machine
- Eva
- Ex Machina
- Galaxina
- Ghost in the Shell
- L'Homme bicentenaire
- Ghost in the Shell 2: Innocence
- I, Robot
- Metropolis
- Mondwest
- Star Trek
- Terminator

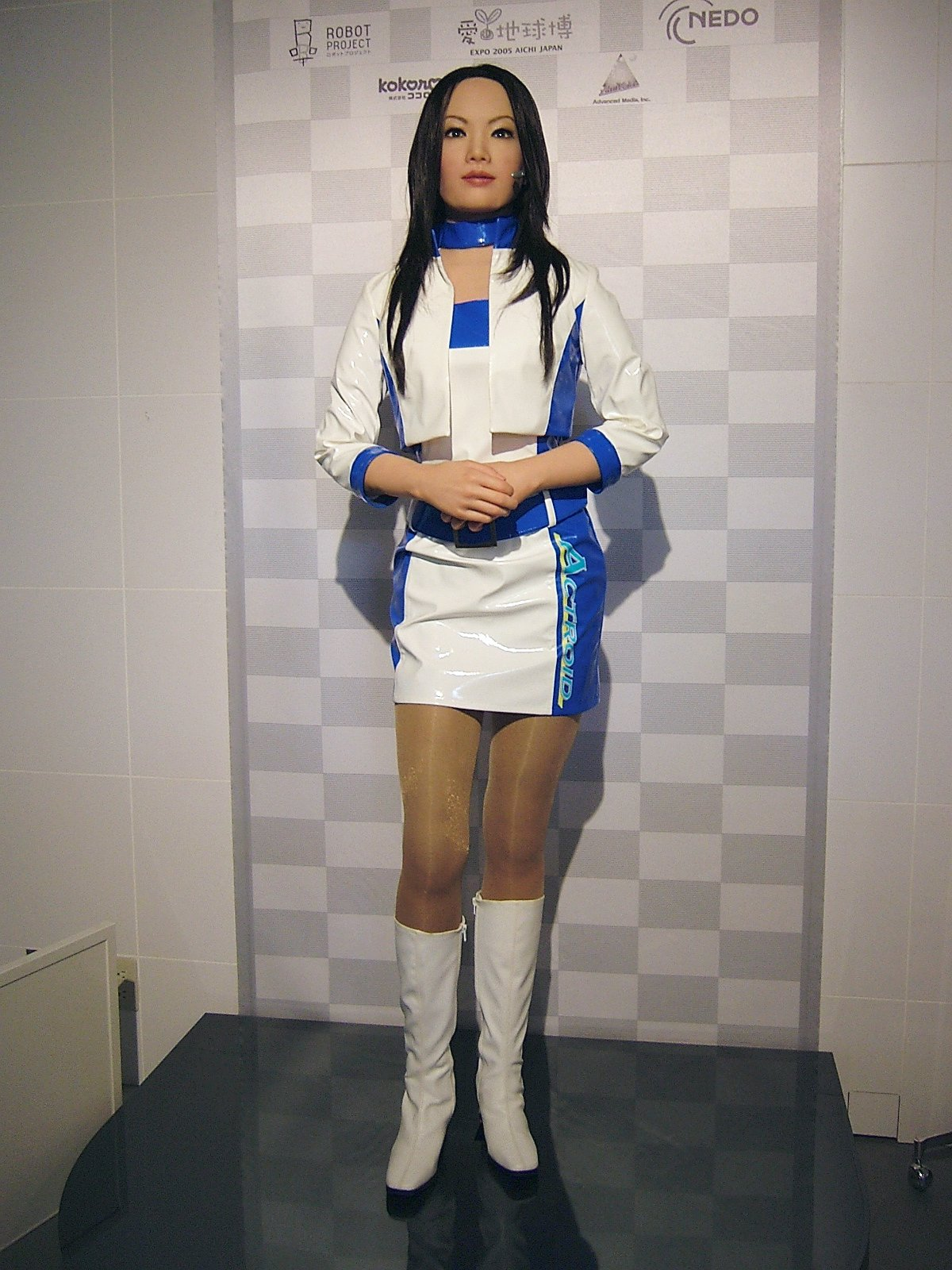
le robot Actroid-DER, développé pour assurer des fonctions d'accueil du public, a été présenté à l’Expo Aichi 2005. Il est opérationnel en japonais, chinois, coréen, et anglais.

Séries télévisées présentant des androïdes :
- Westworld
- Star Trek : La Nouvelle Génération
- Ergo Proxy
- Ghost in the Shell: Stand Alone Complex
- Stargate SG-1
- Battlestar Galactica
- L'Âge de cristal: L'androïde REM
- Real Humans
- Mahoromatic
- Franky
- Better than Us
- Raised by Wolves
- Doctor Who

Autres œuvres de fiction :
- Mega Man X ;
- Gunnm ;
- Detroit: Become Human ;
- NieR: Automata ;
- The Red String Club.

## Utilité

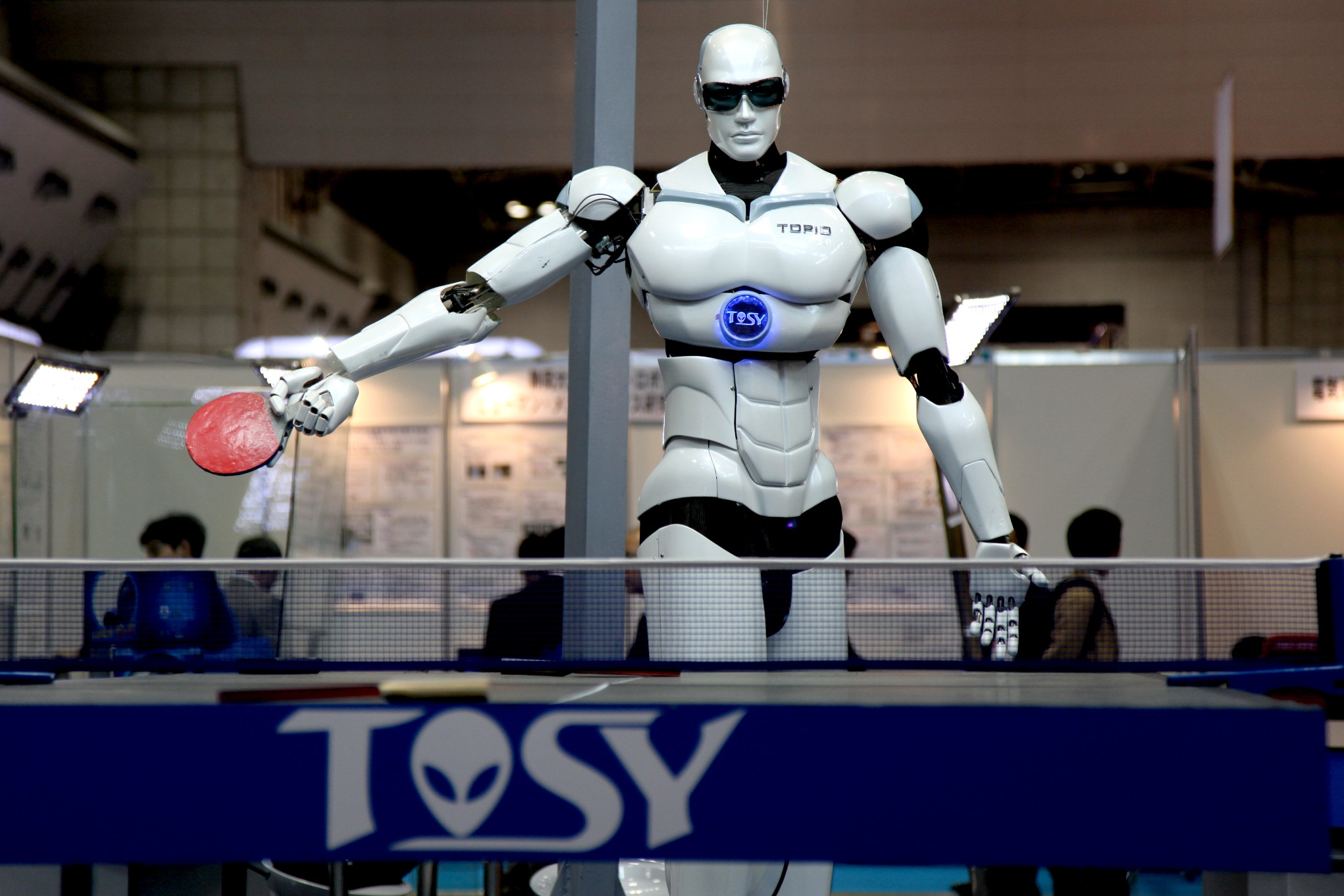
TOPIO, un robot humanoïde, joue au ping-pong à Tokyo lors du salon international de robotique (IREX) en 2009,.

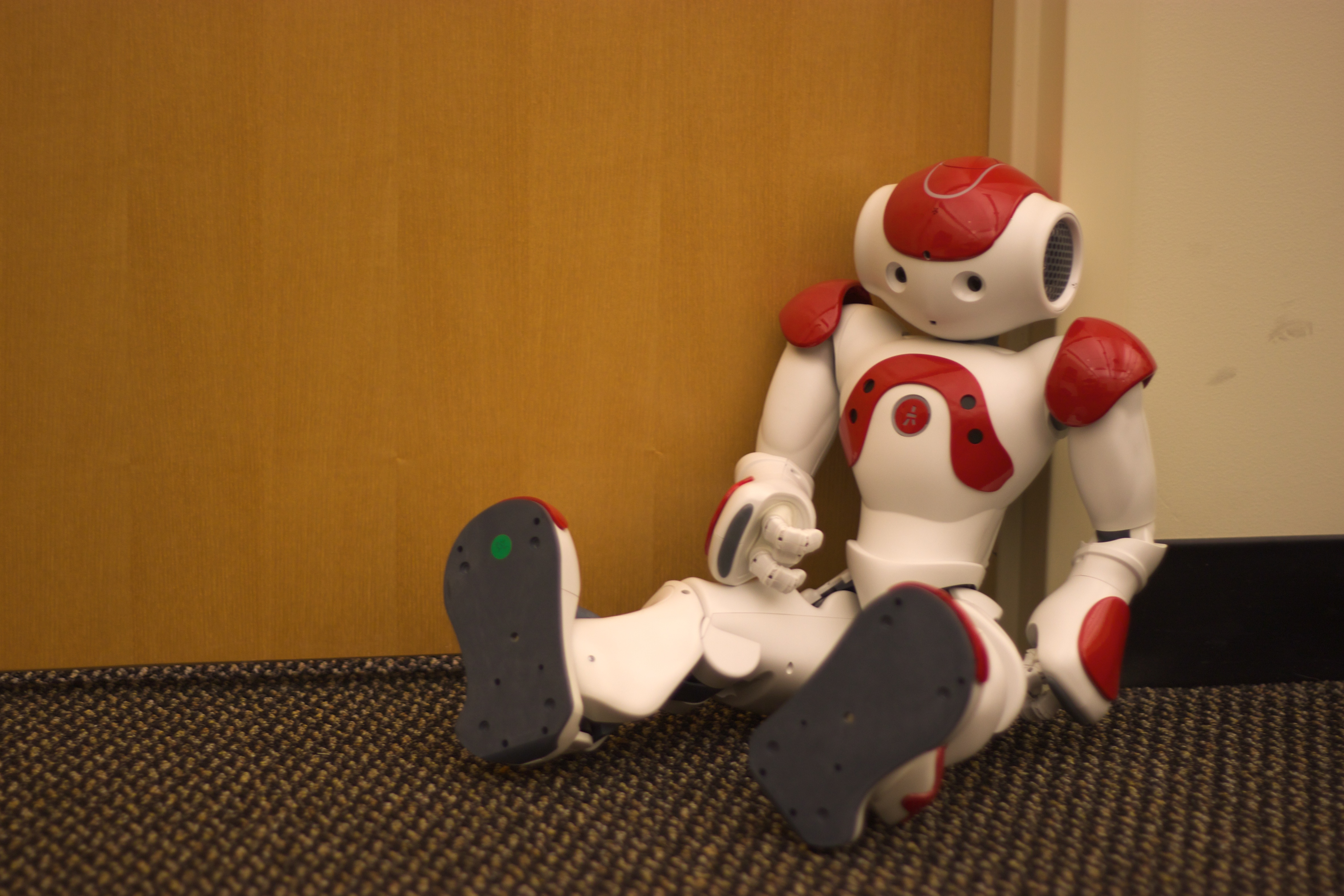
Nao est un robot programmable autonome. Il participe au tournoi international de football robotique RoboCup.

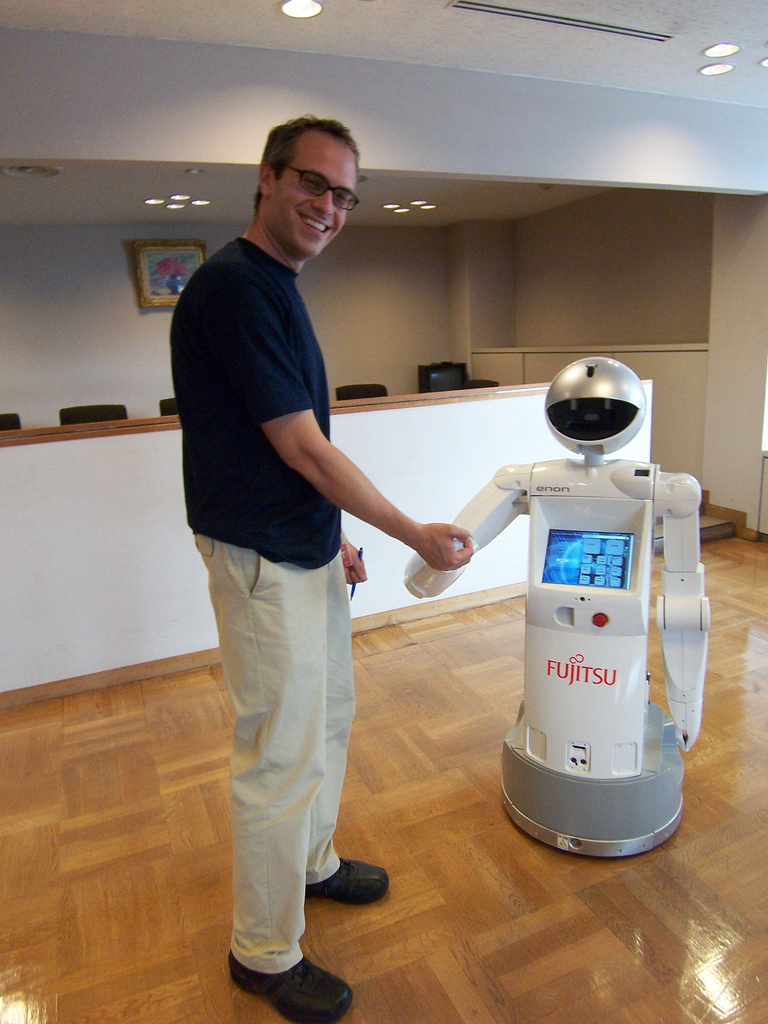
Enon est un robot assistant. Autonome et doté d'une capacité de synthèse et de reconnaissance vocale, il peut aussi porter des objets

Les robots androïdes sont utilisés dans plusieurs domaines de la recherche scientifique.
D'un côté, les chercheurs utilisent leur connaissance du corps humain et de son fonctionnement (biomécanique) pour étudier et construire des robots humanoïdes, et de l'autre les tentatives de simulation et de copie du corps humain permettent aussi de mieux le comprendre.
L'étude de la cognition, focalisée sur les mécanismes de la pensée et la façon dont l'esprit humain développe les processus de perception et de motricité, permet le développement de modèles informatiques du comportement humain et a vu d'importants progrès[réf. nécessaire].
Si l'objectif initial de la recherche en robotique humanoïde était de construire de meilleures orthèses et prothèses pour les êtres humains, les deux disciplines se sont mutuellement soutenues. On peut citer comme exemples des prothèses de jambes pour des victimes de maladies neuromusculaires, des orthèses cheville/pied, ou prothèses de jambes et d'avant-bras réalistes.
En plus de la recherche, des robots humanoïdes sont développés pour effectuer des tâches humaines, telles que de l'assistance à la personne ou des métiers dangereux. De tels robots seraient utiles pour de futures missions dangereuses d'exploration spatiale sans retour sur Terre.
De par leur forme humanoïde, ces robots pourraient en théorie effectuer toute activité possible pour un humain, à condition d'être équipés d'une interface et de fonctions logicielles appropriées. Toutefois, la complexité en jeu est immense et limite considérablement leur réalisation en pratique.
Ils deviennent aussi de plus en plus populaires dans des activités de divertissement. Par exemple, certains robots peuvent chanter, jouer de la musique, danser et parler au public, comme Ursula, un robot des studios Universal. Plusieurs attractions des parcs Disney utilisent aussi des robots humanoïdes. Ceux-ci sont très réalistes et peuvent passer pour des humains lorsque observés de loin, même s'ils n'ont ni fonction cognitive ni autonomie.

## Dérives
Dans ses recherches, le psychanalyste genevois, Jean-Christophe Bétrisey, reconnait l’utilité des robots humanoïdes dans l'assistance à la personne mais insiste sur la nécessité d’avoir un regard critique.
Cet « être » (le robot) tout à fait exceptionnel pourrait détecter chez les humains des signes précurseurs de maladie et en devenir un partenaire parfait capable d’anticiper nos moindres désirs et surtout de les réaliser ! Avec un œil psychanalytique, Jean-Christophe Bétrisey, imagine une sorte de phobie de l’Humain car, effectivement, pourquoi vivre avec des gens imparfaits. La culpabilité face à des désirs de réalisations inconscientes pourrait se mettre à jour. Et qu’en serait-il du complexe d’Œdipe qui se jouerait, non plus entre trois et cinq ans, mais à l’âge adulte ?
Cet essor de la robotique doit donc absolument s’accompagner d'une réflexion éthique et déontologique.

## Capteurs
Un capteur est un dispositif permettant d'effectuer une mesure physique. C'est une des trois bases de la robotique (avec la planification et l'action), jouant un rôle important dans tout système robotique.
Les capteurs sont de deux sortes, selon le type de mesure et l'information qu'ils transmettent.
Ils sont dits proprioceptifs s'ils concernent leurs propres organes (position, orientation et vitesse des membres par exemple). Chez l'être humain, l'oreille interne permet de maintenir l'équilibre et l'orientation. Dans un robot, des accéléromètres sont utilisés pour mesurer l'accélération et la vitesse, des capteurs de force placés dans les mains et les pieds permettent de mesurer les forces de contact avec l'environnement.
Les capteurs extéroceptifs permettent quant à eux de percevoir le monde extérieur, ce sont les sens de la vue, de l'ouïe, etc. Dans un robot, ce rôle est joué par des capteurs de lumière, caméras CCD et microphones par exemple.

## Actionneurs
Les actionneurs sont les moteurs ou systèmes de commande permettant l'exécution d'un travail ou d'un mouvement par le robot.
Les robots humanoïdes étant construits de façons à reproduire le corps humain, ils utilisent des actionneurs pour simuler les muscles et articulations, même si leur structure est nécessairement différente. Ces actionneurs peuvent être pneumatiques, hydrauliques, piézoélectriques ou ultrasoniques.

## Planification et action

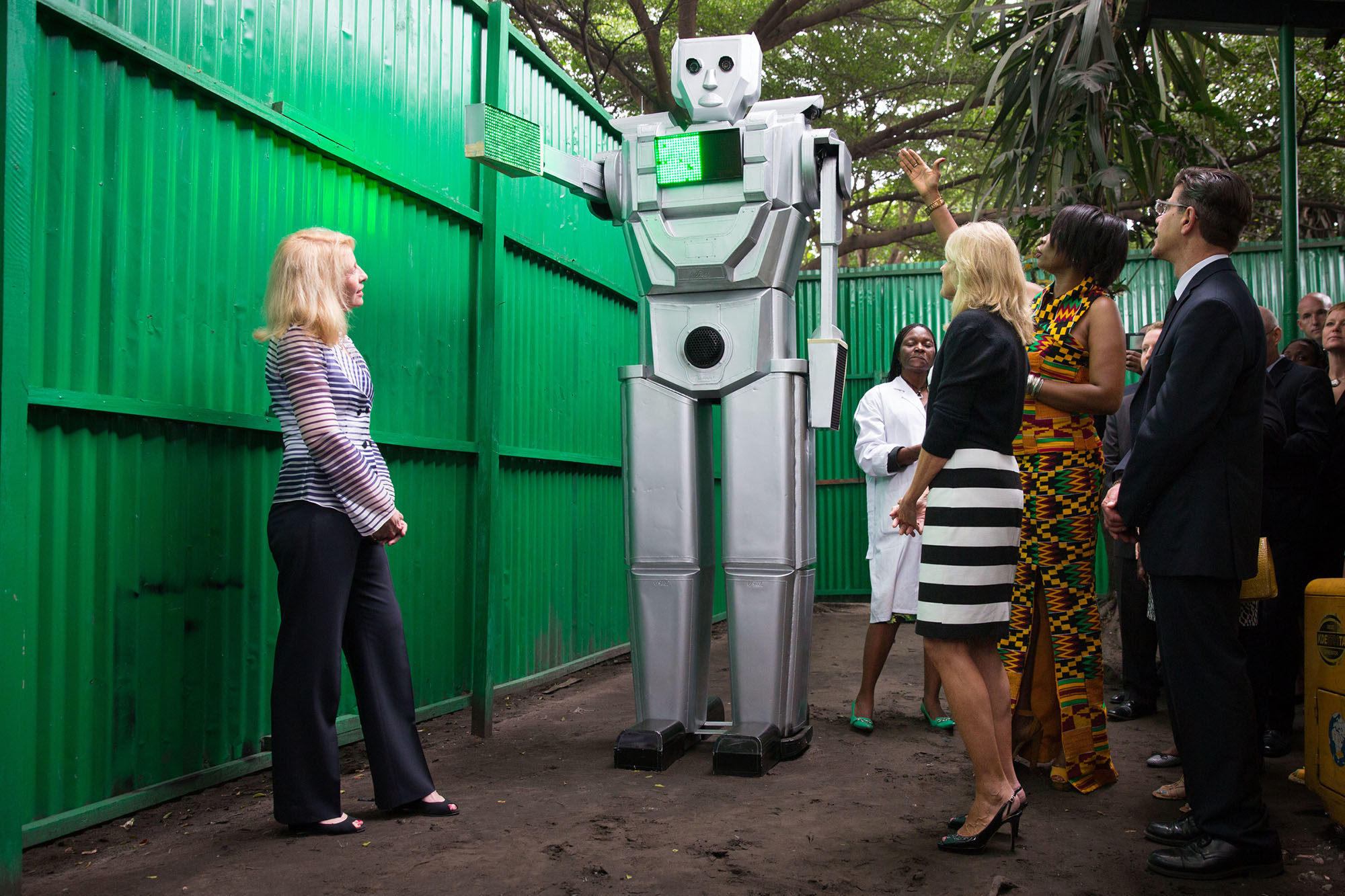
Le robot roulage, robot androïde régulant la circulation routière sur plusieurs rues de Kinshasa.

La principale différence entre les robots humanoïdes et les robots industriels est de reproduire le plus fidèlement possible les mouvements humains, en particulier la bipédie. La planification et le contrôle des mouvements durant la marche doivent donc être optimisés et consommer peu d'énergie, comme c'est le cas dans le corps humain. C'est pour cette raison que les recherches en dynamique et en systèmes régulés sur ces structures prennent de plus en plus d'importance.
Pour maintenir l'équilibre dynamique durant la marche, un robot a besoin d'informations sur les forces de contact et ses mouvements actuels et futurs. La solution à ce problème repose sur le concept central de Zero Moment Point (ZMP).
Une autre caractéristique typique des robots humanoïdes est qu'ils se déplacent, récoltent des informations en utilisant leurs capteurs et interagissent avec le monde réel. Ils ne sont pas immobiles comme des robots industriels. Pour se déplacer dans des environnements complexes, la planification et le contrôle de l'action doivent être focalisés sur la détection des collisions, la planification des trajectoires et l'évitement d'obstacles.
Les humanoïdes sont encore exempt d'un certain nombre de caractéristiques du corps humain. En particulier, ils manquent encore d'une structure à flexibilité variable, apportant une protection au robot et aux personnes, ainsi qu'une plus grande liberté de mouvements et donc une capacité d'action plus variée. Même si ces capacités sont souhaitées, elles apporteraient beaucoup trop de complexité et de nouveaux problèmes de planification et de contrôle.

## Chronologie
| Année     | Réalisation |
| --------- | --- |
| c. 250 BC | Le recueil de fables Lie Zi décrit un automate. |
| c. 50 AD  | Le mathématicien Grec Héron d'Alexandrie décrit dans son Traité des pneumatiques une machine automatisée pour servir du vin à ses convives. |
| 1206      | Al-Djazari décrit un ensemble d'automates humanoïdes qui, selon Charles B. Fowler, pouvaient effectuer « plus de cinquante mouvements du corps et du visage à chaque sélection musicale. » |
| 1495      | Léonard de Vinci invente un automate humanoïde ressemblant à un chevalier en armure. |
| 1738      | Jacques de Vaucanson construit le flûteur automate, qui joue de la flûte traversière, ainsi qu'un joueur de flûte et de tambourin (un galoubet). Il construit aussi un canard digérateur, capable de manger, digérer, cancaner et barboter. |
| 1774      | Pierre Jaquet-Droz et son fils Henri-Louis Jaquet-Droz construit plusieurs automates, dont l’écrivain, la musicienne et le dessinateur. |
| 1886      | L'écrivain français Auguste de Villiers de L'Isle-Adam publie L'Ève future. Ce roman met en scène l'inventeur Edison, concepteur d'une femme artificielle censée racheter l'Ève déchue. C'est d'ailleurs dans cet ouvrage fondateur pour la science-fiction que Villiers utilise le mot « Andréide » (du grec andr- humain et -eides espèce / à l'image de) pour désigner une créature artificielle conçue comme la réplique d'un être humain, donnant ainsi son sens moderne à un terme qui désignait anciennement les automates (d'après la notice de l'auteur sur Wikipédia). |
| 1898      | Nikola Tesla présente au public sa technologie d'automate en contrôlant sans fil un bateau en modèle réduit lors d'une exposition tenue au Madison Square Garden de la ville de New York pendant la guerre americano-espagnole[réf. nécessaire]. |
| 1921      | L'écrivain tchécoslovaque Karel Capek introduit le terme « robot » dans sa pièce de théâtre R. U. R. (Rossum's Universal Robots). Le mot « robot » vient du russe « rabota » qui signifie « travail ». |
| 1927      | Le Maschinenmensch (« homme-machine »), un robot humanoïde gynoïde (à apparence féminine) joué par l'actrice allemande Brigitte Helm, un des plus remarquables robots humanoïdes du cinéma, apparaît dans le film Metropolis de Fritz Lang. |
| 1941-42   | Isaac Asimov formule les Trois lois de la robotique, et définit le terme « robotique ». |
| 1948      | Norbert Wiener décrit les principes de la cybernétique, à la base de la robotique. |
| 1961      | Le premier robot industriel Unimate, est utilisé sur les lignes d'assemblage de General Motors. Inventé par George Devol et construit par Unimation la première société de construction de robots. |
| 1969      | D.E. Whitney publie son article « Resolved motion rate control of manipulators and human prosthesis ». |
| 1970      | Miomir Vukobratović propose le Zero Moment Point, un modèle théorique permettant d'expliquer le fonctionnement de la bipédie. |
| 1972      | Miomir Vukobratović et ses associés du Mihajlo Pupin Institute construisent le premier exosquelette anthropomorphe. |
| 1973      | A l'université Waseda de Tokyo est construit Wabot-1. Capable de marcher, de communiquer en japonais et de mesurer des distances et directions aux objets en utilisant des capteurs externes. |
| 1980      | Marc Raibert met en place le Leg Lab du MIT, laboratoire de recherche sur la marche et les jambes robotiques. |
| 1984      | A l'université Waseda est créé le Wabot-2, un robot humanoïde musicien capable de communiquer avec une personne, lire une partition de musique et jouer des airs de difficulté moyenne sur un orgue électronique. |
| 1985      | Développé par la société Hitachi Ltd, WHL-11 est un robot bipède capable de marcher sur une surface plate à la vitesse de 13 secondes par pas et de tourner. |
| 1985      | WASUBOT est un autre robot musicien de l'université Waseda. |
| 1986      | Honda Développe sept robots bipèdes dénommés E0 (en) (Experimental Model 0) à E6. E0 est créé en 1986, E1 à E3 entre 1987 et 1991, E4 à E6 entre 1991 et 1993. |
| 1989      | Manny est un robot humanoïde complet avec 42 degrés de liberté développé au laboratoire Battelle's Pacific Northwest de Richland dans l'état de Washington, pour l'armée américaine. Il ne marche pas mais peut ramper et est équipé d'un système respiratoire artificiel simulant la respiration et la transpiration. |
| 1990      | Tad McGeer montre qu'une structure mécanique bipède équipée de genoux peut marcher sans effort sur une surface en pente. |
| 1993      | Honda développe P1 (Prototype Model 1) à P3, une évolution des E series. Développés jusqu'en 1997. |
| 1995      | Hadaly, créé à l'université Waseda pour étudier la communication robot-humain. |
| 1995      | Wabian est un robot humanoïde marcheur bipède de l'université Waseda. |
| 1996      | Saika, un robot léger, de taille humaine et à faible coût, créé à l'université de Tokyo. Développé jusqu'en 1998. |
| 1997      | Hadaly-2, développé à l'université Waseda, est un robot humanoïde qui communique avec les humains. |
| 2000      | Honda créé son 11e robot humanoïde bipède, capable de courir, ASIMO. |
| 2001      | Sony révèle un petit robot humanoïde dédié au divertissement, appelé Sony Dream Robot (SDR). Il sera renommé Qrio en 2003. |
| 2001      | Fujitsu fabrique son premier robot humanoïde commercial nommé HOAP-1. Ses successeurs HOAP-2 et HOAP-3 seront annoncés en 2003 et 2005, respectivement. HOAP est conçu pour de nombreuses applications en recherche et développement robotique. |
| 2002      | HRP-2, robot marcheur bipède construit par le Manufacturing Science and Technology Center (MSTC) de Tokyo. |
| 2003      | JOHNNIE, un robot bipède autonome construit à l'université technique de Munich. L'objectif principal était de réaliser un robot anthropomorphique capable de simuler la marche humaine de façon stable |
| 2003      | Actroid, un robot muni d'une « peau » réaliste en silicone développé par l'université d'Osaka en collaboration avec la société Kokoro Ltd. |
| 2004      | Persia, le premier robot humanoïde d'Iran, développé en utilisant des simulations réalistes de chercheurs à l'Isfahan University of Technology en collaboration avec ISTT. |
| 2004      | KHR-1, un robot humanoïde programmable bipède introduit en juin 2004 par la société japonaise Kondo Kagaku. |
| 2005      | L'androide PKD, un robot humanoïde communicant créé à l'image de l'auteur de romans de science-fiction Philip K. Dick, créé à l'issue de la collaboration entre David Hanson, le FedEx Institute of Technology, et l'université de Memphis. |
| 2005      | Wakamaru, un robot domestique japonais d'assistance à la personne fabriqué par Mitsubishi Heavy Industries. |
| 2005      | Nao est un petit robot humanoïde programmable en open source développé par la société française Aldebaran Robotics. Largement utilisé dans des universités à travers le monde en tant que plateforme de recherche et d'éducation en robotique. |
| 2005      | Les robots de la série Geminoid sont des robots humanoïdes ultra-réalistes ou Actroïdes développés par Hiroshi Ishiguro de ATR et Kokoro à Tokyo. Le premier, Geminoid HI-1 a été créé à son image. Viendront ensuite Geminoid-F en 2010 et Geminoid-DK en 2011. |
| 2006      | REEM-A, un robot humanoïde bipède conçu pour jouer aux échecs avec le superordinateur Hydra. Premier robot développé par la société PAL Robotics, il était aussi utilisé comme une plateforme de recherche et développement sur la marche, la communication et la vision. |
| 2006      | iCub, un robot humanoïde bipède open source utilisé dans la recherche sur la cognition. |
| 2006      | Mahru, un robot humanoïde fonctionnant en réseau conçu en Corée du Sud. |
| 2006      | Der2 Fembot, est un actroïde qui peut discuter. |
| 2007      | TOPIO, un robot joueur de ping-pong développé par TOSY Robotics JSC. |
| 2007      | Twendy-One, un robot développé par l'université Waseda pour l'assistance à la personne. Il n'est pas bipède et repose sur un mécanisme de déplacement multidirectionnel. |
| 2007      | Aiko est un androïde qui reconnaît des objets, sait lire en anglais et en japonais. Elle reconnait les parties de son corps et obéit à des instructions simples. |
| 2008      | Justin, un robot humanoïde développé par le Centre allemand pour l'aéronautique et l'aérospatiale (DLR). |
| 2008      | KT-X, un robot humanoïde développé en collaboration par les (cinq fois) vainqueurs de la RoboCup, Team Osaka et KumoTek Robotics. |
| 2008      | Nexi, robot social et agile développé au MIT. Construit avec la collaboration du MIT Media Lab Personal Robots Group, Xitome Design UMass Amherst et Meka robotics,. |
| 2008      | REEM-B, second robot humanoïde bipède développé par PAL Robotics. Il peut découvrir son environnement de façon autonome et porter 20 % de son poids. |
| 2008      | Actroïd DER 3, est réceptionniste. |
| 2009      | Le premier robot humanoïde bipède Turque, SURALP, développé par Sabanci University en collaboration avec Tubitak. |
| 2009      | Kobian, un robot bipède développé par l'université Waseda. Il peut marcher, parler et mimer des émotions. |
| 2010      | La NASA et General Motors révèlent le Robonaut 2, un robot humanoïde très avancé. Il a été envoyé à bord de la navette spatiale Discovery vers la Station spatiale internationale le 24 février 2011. Il est prévu pour effectuer des tâches d'entretien à l'intérieur et à l'extérieur de la station. |
| 2010      | Des étudiants de l'université de Téhéran en Iran révèlent le Surena II. |
| 2010      | Des chercheurs du National Institute of Advanced Industrial Science and Technology au Japon présentent leur robot humanoïde HRP-4C chantant et dansant au milieu d'humains. |
| 2010      | En septembre, le National Institute of Advanced Industrial Science and Technology présente aussi le robot humanoïde HRP-4. Similaire au HRP-4C, il est toutefois dit « athlétique » et n'est pas gynoïde. |
| 2010      | REEM, un robot d'assistance reposant sur une base mobile équipée de roues. Développé par PAL Robotics, il peut se déplacer dans des environnements variés et est capable de reconnaissance vocale et faciale. |
| 2011      | En novembre Honda révèle la seconde génération de son robot Asimo, le premier de la série semi-autonome. |
| 2012      | RoboBuilder propose pour le grand public « RQ Huno » en kit ou assemblé, pilotable avec un smartphone Android. |
| 2019      | Fedor envoyé sur l'ISS. |

#### Notions
- Animatronique
- Automate
- Automates Jaquet-Droz
- Automation
- Cog
- Cybernétique
- Homme-machine
- Intelligence artificielle
- Post-humanisme
- Robonaut (programme)
- Révolution numérique
- RoboCup
- Robot
- Roboticien
- Robotique
- Transhumanisme
- Vallée dérangeante

#### Modèles de robots androïdes
- Actroid (en) (2003)
- Aibo (1999)
- Aiko (2007)
- ASIMO (2000-2014)
- HRP-4C (2009)
- Hubo (2004)
- iCub (2006)
- Fedor (robot)
- Justin (2008)
- KHR-1 (2004)
- Nao (2006)
- Plen (2007)
- Qrio (2003-2006)
- REEM (2006-2013)
- Robonova-I
- Robosapien (2004)
- Sophia (2015)
- TOPIO (2005)
- Wakamaru (2005)

#### Roboticiens
- Christopher G. Atkeson (USA)
- Hiroshi Ishiguro (Japon)
- Masahiro Mori (Japon)
- Mark Tilden (USA)

#### Sociétés françaises de robotique androïde
- Aldebaran Robotics